# Томое Ґодзен
Томое Ґодзен (яп. 巴 御前; близько 1157–1247) — військовий (онна-бугейся) середньовічної Японії, учасниця війни Мінамото і Тайра. Національна героїня країни.

## Життєпис
Про родину немає відомостей. Знання про Томое Ґодзен надає праця «Хейке моноґатарі». Була в шлюбі з Кісо (Мінамото) Йосінака (за іншими відомостями — наложницею), який повстав проти Тайра і в 1184 році захопив Кіото після перемоги у битві при Курікава. У цій битві брала участь й Томое.
Після того, як Тайра були витіснені в західні провінції, Йосінака вступив у суперництво зі своїм родичем Йорітомо. Йосінака і Ґодзен зустрілися з армією Йорітомо у відчайдушній битві при Авадзу, у якій Томое Ґодзен захопила принаймні одну голову. Відомо, що Ґодзен була в числі 5 останніх самураїв, хто залишився в живих у битві при Авадзу, і що Йосінака наказав їй рятуватися втечею. Вона підкорилася з великим небажанням, наостанок перемігши одного з воїнів Мінамото Йорітомо — Онда-но-Хатіро Моросіґе, відрізала його голову і втекла. У деяких джерелах написано, що Ґодзен насправді загинула в битві разом з чоловіком, інші стверджують, що вона врятувалася, поїхала в Західні провінції і одружилася з Вада Йосіморі. Після смерті останнього у 1213 році стала черницею.